# Morpho laothoe
Morpho laothoe är en fjärilsart som beskrevs av Tarel 1927. Morpho laothoe ingår i släktet Morpho och familjen praktfjärilar. Inga underarter finns listade i Catalogue of Life.